# 空の風景
『空の風景』（そらのふうけい）は大野潤子による少女漫画。全5巻。同じシリーズとして『しずくの風景』がある。

## 概要
ある県にある、サッカーの強豪である青藍（せいらん）高校サッカー部に集った少年少女達のストーリー。「しずくの風景」を含めると、約12年間に渡って在籍した彼らの視点で試合や日常を見つめて行く。

## 登場人物
ここにはストーリーにも大きく関わる『しずくの風景』での登場人物も挙げる。
神崎正悟（かんざき しょうご）1984年入部
3年時にはキャプテンを務める。卒業後は筑波大学に入学、全日本に選ばれるなど、優秀な選手。
そのルックスから女性にはかなりもてるが、本人には全く興味は無かった。趣味はお菓子作りで、「試合に集中できるから」と、よく休みの日にはお菓子等を焼いては部に差し入れしていた。但し副キャプテンの意向で、それはマネージャーからの差し入れとしていたが、卒業時の打ち上げで本人が暴露、部はパニックと化す。
後に従妹と結婚。女の子が一人。
竹原秀樹（たけはら ひでき）1985年入部
優秀な正悟と修宏との間に立たされ苦悩の中、3年時にキャプテンを務める。
大学卒業後は青藍でコーチを1年勤めた後監督へ就任。2度目の全国制覇を達成する。
清水 修宏（しみず のぶひろ）1986年入部
『しずくの風景』での主人公であり、当時は1年生。正悟以来の1年生レギュラーとして期待され悩む。
『空の風景』での最初のキャプテン。「青藍の生き仏」と言われる程穏やかな性格で人望も厚いが、怒る時は怒る。3年の冬に、初めて全国制覇を達成する。
後に藤枝と結婚。
藤枝 カオル（ふじえだ かおる）1986年入部
清水とは中学からずっとサッカー部員とマネージャーの関係。当初は友人に引きずられ、サッカーのサの字も知らずにマネージャーをしていたが、試合に夢中になる彼らにいつしか協力したいと思うようになっていった。
涙もろい清水と、涙がすぐに出ない自分とを比較して「同病相哀れむ」と当初は思っていたが、いつしか彼を意識しだしていく。
五十嵐 彰（いがらし あきら）1987年入部
3年時にはキャプテンを務める、ディフェンダー。無口でポーカーフェイスだが、試合時には的確な判断を下す。
祖父は染物の工房を開いているが、本人はサッカーで大学へ進学する為継げない事は意識していた。
夏木 清貴（なつき きよたか）1987年入部
五十嵐とは幼馴染。面倒見が良く、人望があって副キャプテンにも指名されたがサッカーの技術はイマイチだった為、自分から2年生に譲る。3年の最後の大会にもベンチ入りすら出来ず、一時は退部を決意するが周りの説得で踏みとどまる。
神崎 篤志（かんざき あつし）1988年入部
正悟の弟。偉大な兄にコンプレックスを抱え、一時はサッカーを離れていた。
全国制覇をできなかった正悟を見返す為青藍入学。麗子の事故で、皮肉にも正悟という「立ちはだかる壁」を乗り越えることが出来た。医者への紹介状を書いてもらいに正悟の元へ訪れ和解する。2年時には副キャプテンを、3年時にはキャプテンを務める。編み物が趣味。
明日果 麗子（あすか れいこ）1988年入部
女子サッカーではかなり名の知れた選手だったが、修宏に憧れ部員として男子サッカー部に入部する。当初こそ篤志とは反発しあうが、いつしかいいコンビとなり、共に朝練に参加するようになっていた。
1年の夏、篤志の目の前で弟を庇って交通事故に遭い左膝を損傷、選手生命の危機に立たされる。その後はカオルを手伝いマネージャーをしていた。
正悟と篤志の協力で冬に再手術をするが、元の走りは戻らなかった。大学卒業後は青藍高校の教師となり、サッカー部コーチとなる。
紫村 綺（しむら あや）1989年入部
麗子の中学時代の後輩で、愛称は「姫」。男ギライで引っ込み思案だが、麗子の勧めでマネージャーとなる。
男子だらけの中なかなか馴染めずにいたが、夏木の優しさに打ち解けていく。夏木が部を辞めると言い出した時、真っ先に署名活動を提案した。
藍那 友則（あいな とものり）1990年入部
サッカーの腕はイマイチだったが、明るくリーダーシップがあった。3年時には副キャプテンを務める。
中学時代は陸上部に所属し、杲と同じ中学だったため彼女の事を知っていた。
紺屋 友和（こうや ともかず）1991年入部
サッカー選手としては一流で、1年でレギュラーに選ばれる程の実力者だったが、1年夏に心臓に疾患がある事が発覚。一時は辞めようかと思ったが仲間達に励まされ、マネージャーの形で残る。
激しい運動を禁止されてはいるが、アドバイスの為練習中には時々グラウンドに立つ事もある。
羽鳥 杲（はとり あき）1991年入学
2年生の時車に轢かれそうになったところを偶然浩二に助けられる。
それ以来浩二を意識しだすが、彼が心底サッカーを楽しまず、腕につけたミサンガに込めた念を知り、その呪縛から解き放とうと無理矢理ミサンガを引きちぎる。
高校卒業後は大学へ進学、その後も何かと応援へやってくる。
明日果 浩二（あすか こうじ）1992年入学
麗子の弟で、ポジションはキーパー。小学生の時自分を庇って姉が選手生命を絶たれた事をずっと悔やんでいた。そんな姉の代わりに青藍のユニフォームを着てフィールドに立つ。そんな願いをミサンガに込めていたが、杲によってその思いから解放される。
3年の時にはキャプテンを任され、2度目の全国制覇に大きく貢献した。
高塔 譲（たかとう ゆずる）1992年入部
浩二・光彦とは小学生時代からの付き合いで、唯一の彼女持ち（彼女は別の学校で、紺屋の妹）。入部時はキーパーで浩二とポジションを争ったが、後にスイーパーに転向する。負けん気が強く、他人に「譲る」自分の名前が嫌いで、彼女以外には下の名前では呼ばせない。
白瀬 光彦（しらせ みつひこ）1992年入部
浩二・譲とは小学生時代からの付き合い。中学時代はかなり名の知られたフォワードで、1年の全国大会の時には徹底マークされつぶされる。故に3年時の最後の大会前にはコーチと相談の上、個人メニューで体力強化を計った。
家は医者で大学は医学部を条件に青藍に入学、故に勉強は人一倍頑張った。一時は杲に気がある雰囲気を見せていたが、浩二とのPK戦に負けた事で身を引く。